# هال دي فورست
هال دي فورست (بالبرتغالية: Aloysius J. De Sylva‏) هو ممثل البرتغال وأمريكي، ولد في 14 يوليو 1862 في البرتغال، وتوفي في 16 فبراير 1938.

## وصلات خارجية
- هال دي فورست على موقع IMDb (الإنجليزية)
- هال دي فورست على موقع قاعدة بيانات برودواي على الإنترنت (الإنجليزية)
- هال دي فورست على موقع قاعدة بيانات الفيلم (الإنجليزية)